# Piper cenocladum
```

```

Piper retrofractum тропска је скривеносеменица из рода Piperа, односно из породице Piperaceae. Њен природни ареал су тропске кишне шуме Костарике, Никарагве и Панаме.
Једна је од тек четири мирмекофитне врсте бибера познате као „мрављи бибери” пошто живе у симбиозама са мравима. 
Ова врста има доста широке и светлозелене листове, расте у дубокој сени у јако влажним стаништима. Мрави праве своје колоније у шупљим петиолама (посебно врста Pheidole bicornis) а хране се нуспроизводима ове биљке. Са друге стране мрави штитте биљку од биљождера, гусеница и гљивица. Занимљиво је то што у петиолама живи инсект Tarsobaenus letourneauae који се храни мравима и њиховим јајима и на тај начин спречава њихову пренамноженост. На овај начин ствара се комплексан ланац исхране. 